# Odaia, Bârzula
Odaia (în ucraineană Одаї, transliterat: Odaii) este un sat în comuna Ocna din raionul Bârzula, regiunea Odesa, Ucraina. În trecut a fost un sat majoritar moldovenesc (românesc), fiind parțial asimilat în prezent.

## Demografie
Componența lingvistică a localității Odaia
     Ucraineană (77,5%)
     Română (17,5%)
     Rusă (5%)
Conform recensământului din 2001, majoritatea populației localității Odaia era vorbitoare de ucraineană (77,5%), existând în minoritate și vorbitori de română (17,5%) și rusă (5%).

## Vezi și
- Românii de la est de Nistru